# 岳滅鬼山
岳滅鬼山（がくめきさん、がくめきやま）は、大分県日田市と福岡県田川郡添田町との境界にある山である。

## 概要
英彦山の南西に位置し、複数のピーク(山頂)を有する。標高1,036.8mのピークに三等三角点が置かれており、これをこの山の標高とすることが多い。しかし、この山の最高点は、その北西に位置し岳滅鬼岳とも呼ばれる標高1,040mのピークである。ただし、岳滅鬼岳の頂上付近は周囲が樹木に囲まれ、展望はよくない。
平成の大合併によって日田郡の町村と合併するまでは、この山が日田市の最高峰であった。
そのさらに東には標高940mの岳滅鬼峠がある。この峠は江戸時代には日田からの英彦山参りの主要なルートであり、豊前国への最短経路でもあった。江戸時代の文人である広瀬淡窓も、英彦山参拝のためにこの峠を越えたことを日記に書き記している。峠には、現在も「従是北豊前小倉領」と刻まれた藩境を示す石柱が残っている。井出孫六によって日本百名峠のひとつに数えられている。

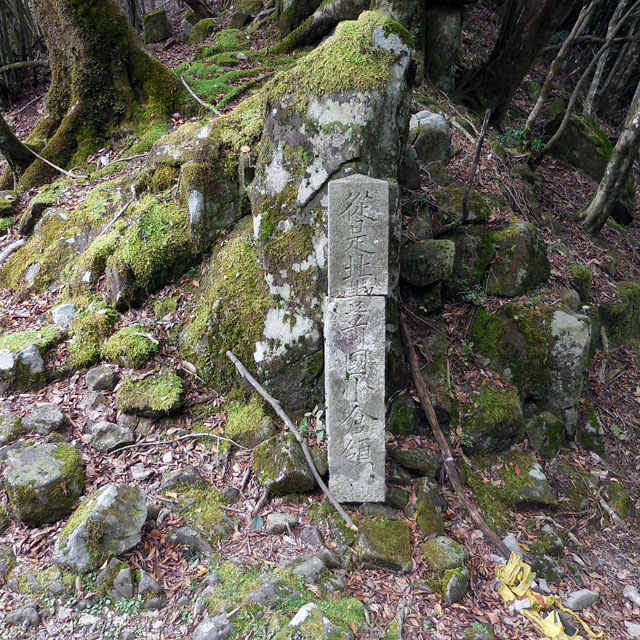
岳滅鬼峠の石柱